# Nenax microphylla
Nenax microphylla là một loài thực vật có hoa trong họ Thiến thảo. Loài này được (Sond.) Salter mô tả khoa học đầu tiên năm 1937.